# (10186) Albéniz
(10186) Albéniz, désignation internationale (10186) Albeniz, est un astéroïde de la ceinture principale.

## Description
(10186) Albéniz est un astéroïde de la ceinture principale. Il fut découvert par Eric Walter Elst le 20 avril 1996 à l'ESO. Il présente une orbite caractérisée par un demi-grand axe de 2,44 UA, une excentricité de 0,204 et une inclinaison de 6,19° par rapport à l'écliptique.
Il fut nommé en hommage à l'enfant prodige, pianiste et compositeur espagnol Isaac Albéniz (1860-1909).

## Compléments